# Alexandrowski rajon (Tomsk)
Der Alexandrowski rajon (russisch Александровский район) ist ein Rajon der Oblast Tomsk in Russland. Verwaltungszentrum ist das Dorf Alexandrowskoje mit etwa 8000 Einwohnern (2006).

## Geografie
Der Alexandrowski rajon liegt im Nordwesten der Oblast Tomsk beidseitig des Ob. Das Verwaltungszentrum Alexandrowskoje ist 670 km von der Oblasthauptstadt Tomsk entfernt. 47 % der Fläche des Rajons sind bewaldet; westlich des Ob werden 20 %, östlich 80 % von Sümpfen eingenommen.
Der Rajon grenzt im Norden und Westen an den Autonomen Kreis der Chanten und Mansen/Jugra, im Osten und Süden an den Kargassokski rajon der Oblast Tomsk. Vom Rajon wird das Territorium der Stadt Streschewoi eingeschlossen, welche verwaltungstechnisch nicht zum Rajon gehört, sondern einen eigenständigen Stadtkreis bildet.
Im Alexandrowski rajon liegen die Dörfer Lukaschkin Jar (Лукашкин Яр), Nasino (Назино), Nowonikolskoje (Новоникольское), Oktjabrski (Октябрьский) und Sewerny (Северный).
80 % der Bevölkerung sind Russen, 9 % Deutsche, 4,8 % Chanten, Selkupen und andere.

## Geschichte
Bis zum Ende des 16. Jahrhunderts war das Gebiet des heutigen Rajons hauptsächlich von Chanten bewohnt. Danach begann die Besiedlung durch Russen. Als Gründungsjahr des Dorfes Alexandrowskoje (bis 1924: Nischne-Lumpokolskoje) gilt 1826.
Der Rajon wurde im November 1923 geschaffen und gehörte zunächst zum Kreis Tobolsk der Oblast Ural, danach zu verschiedenen administrativen Einheiten und schließlich seit 13. August 1944 zur neu geschaffenen Oblast Tomsk.
1933 ereignete sich auf einer Insel des Ob die Tragödie von Nasino.

## Politik
Oberhaupt (glawa) des Rajon ist Wiktor Mumber (Stand Oktober 2023).

## Wirtschaft
Hauptwirtschaftszweig des Rajons ist die Erdölförderung. Seit 1953 wurden 22 Lagerstätten entdeckt. Daneben spielen Holz- und Baumaterialienwirtschaft sowie Binnenfischerei eine wichtige Rolle.